# IC 4215
IC 4215 ist eine Spiralgalaxie vom Hubble-Typ Sab im Sternbild Coma Berenices am Nordsternhimmel. Sie ist schätzungsweise 174 Millionen Lichtjahre von der Milchstraße entfernt.
Das Objekt wurde am 15. Juni 1895 vom französischen Astronomen Stéphane Javelle entdeckt.